# Sur les peuples de l'Inde et les Brahmanes
Sur les peuples de l'Inde et les Brahmanes (en grec ancien Περὶ τῶν τῆς Ἰνδίας ἐθνῶν καὶ τῶν Βραχμάνων) est un texte grec de l'Antiquité tardive attribué traditionnellement (et vraisemblablement) à l'évêque Palladios (v. 363 - v. 430), auteur de l'Histoire lausiaque.
Ce texte est transmis le plus souvent dans les manuscrits à la suite de l'Histoire lausiaque. Il s'agit en fait d'une lettre à un correspondant non nommé, accompagnée d'une pièce jointe. Le destinataire est apparemment Lausos, le chambellan de Théodose II (regn. 408 - 450) dédicataire également de l' Histoire lausiaque ; du reste le texte fait référence à ce dernier ouvrage, et la comparaison stylistique avec l'épître dédicatoire de celui-ci rend vraisemblable l'idée qu'on ait affaire au même rédacteur et au même destinataire.
Le correspondant a demandé à Palladios des informations sur les Brahmanes de l'Inde. Celui-ci répond qu'il n'a pas de témoignage personnel à apporter : il y est bien allé en compagnie d'un certain Moïse, évêque d'Adoulis, mais sitôt parvenu sur les rives du Gange, il n'a pas supporté le climat et a dû rebrousser chemin. Mais il peut relater, du moins, ce qu'il tient d'un avocat (scholasticus) de Thèbes d'Égypte qui a séjourné longuement en Inde. Après s'être rendu à Adoulis, puis à Axoum, cet avocat s'est embarqué à destination de l'île de Taprobane. N'ayant pu y aborder pour des raisons non précisées, il s'est retrouvé au pays des Bisades, dont le roi l'a fait arrêter et l'a condamné à six ans de travaux forcés dans un moulin. Pendant cette captivité, il a pu apprendre la langue locale et s'informer sur le pays. À la suite d'une querelle, un roitelet voisin a dénoncé son collègue auprès de l'empereur de Taprobane, pour avoir réduit en esclavage un citoyen romain. Après enquête, l'empereur a fait écorcher vif le roi des Bisades et fait libérer l'avocat thébain.
Palladios envoie en outre à son correspondant, en pièce jointe, un texte, beaucoup plus long que le développement personnel qui précède, qu'il a tiré, affirme-t-il, d'un ouvrage d'Arrien, mais qui ne se trouve en tout cas pas dans l'Anabase. Il s'agit d'une série d'entretiens, d'abord sous forme de lettres, puis en conversation directe, entre Alexandre le Grand et un certain Dandamis, présenté comme le maître des Brahmanes. Certains passages sont très proches de ce qu'on peut lire dans un papyrus du IIe siècle conservé à Genève. Il s'agit d'un matériau qui remonte à Onésicrite et à Mégasthène.
Palladios, partisan de Jean Chrysostome, fut déposé de son siège épiscopal et exilé à Syène en 406. De là, il passa en Thébaïde en 408. Il put rentrer en Galatie après la mort de Théophile d'Alexandrie en 412. C'est donc peu après ce retour qu'il a pu produire ce texte sur l'Inde et les Brahmanes, de même que l'Histoire lausiaque, peut-être pour le même destinataire.
Le texte produit par Palladius (dont la majeure partie n'est donc pas de lui) a connu postérieurement, en grec, des amplifications aboutissant à une « Versio Augmentata » (conjecturale), puis à une « Versio Ornatior », sans doute constituées aux Ve – VIe siècle. On connaît même deux versions différentes de la Versio Ornatior : une représentée par le Ms. BnF Coislin 83 (Xe siècle), et une autre (conservée seulement partiellement) par le Ms. Athos Iviron 408 (XIVe siècle). Mais on conserve aussi du texte des traductions-adaptations latines très anciennes. La principale, intitulée traditionnellement De moribus Brachmanorum, est attribuée à Ambroise de Milan déjà dans des manuscrits médiévaux : Ms. Vat. lat. 282 (XIe siècle) et Ms. Vat. lat. 281 (1384) ; elle figure dans l'édition de 1585 des Œuvres complètes d'Ambroise (« édition sixtine »). Ce texte latin se présente curieusement comme une lettre adressée à Palladius et lui rapportant les propos d'un certain « Musæus Dolenorum episcopus » (déformation de « Moses Adulitarum episcopus » ?), avec d'abord l'histoire de l'avocat thébain, ensuite les entretiens d'Alexandre et de Dandamis ; il est antérieur à la Versio Ornatior grecque. Il existe une autre version latine dans le Ms. Bamberg E. III. 14 (manuscrit copié en Italie au XIe siècle, traduction du grec réalisée au Xe siècle). Il faut ajouter que le texte de Palladios a été interpolé dans le livre III du Roman d'Alexandre du Pseudo-Callisthène.  

## Éditions
- Edward Bysshe (éd.), De gentibus Indiæ et Bragmanibus, Londres, 1665, 1668 (texte grec avec trad. latine, 54 pp., suivi du texte latin « ambrosien » de l'édition sixtine, pp. 57-84).
- Carl Müller, Reliqua Arriani et scriptorum de rebus Alexandri Magni, Paris, 1877 (Roman d'Alexandre du Pseudo-Callisthène avec l'interpolation du texte de Palladios, et le texte latin « ambrosien »).
- J. Duncan M. Derrett (éd.), « Palladius. De vita Bragmanorum narratio, alias Palladii De gentibus Indiæ et Bragmanibus commonitorii necnon Arriani opusculi Versio Ornatior », Classica et Mediævalia, vol. 21, 1960, p. 108-135.
- Wilhelm Berghoff (éd.), Palladius. De gentibus Indiæ et Bragmanibus, Beiträge zur Klassischen Philologie herausgegeben von Reinhold Merkelbach, Heft 24, Meisenheim am Glan, Anton Hain, 1967.